# Criocephalosaurus
Criocephalosaurus es un género extinto de sinápsido que vivió en África durante el Pérmico. Originalmente fue denominado Criocephalus, pero ese nombre ya estaba ocupado por un género de escarabajo.
Sus restos fósiles han aparecido en Sudáfrica en la formación Abrahamskraal que data del Pérmico Medio en el caso de la especie C. vanderbyli y en Rodesia en estratos del Pérmico Superior la especie C. gunyankaensis.